# ناو کلاس کراون کولونی
ناو کلاس کراون کولونی (به انگلیسی: Crown Colony-class cruiser) یک کلاس از کشتی است که طول آن ۵۵۵ فوت ۶ اینچ (۱۶۹٫۳۲ متر) می‌باشد.